# Amir Hosseini
Pour les articles homonymes, voir Hosseini.
Amir Hosseini est un joueur iranien de volley-ball né en 1975 à Mashhad Ancien joueur national de l'Iran. Il mesure 1,83 m et joue passeur. Il a été la star de l'équipe nationale Iran à la Coupe du Monde 2010.